# 1695 Вальбек
1695 Вальбек (1695 Walbeck) — астероїд головного поясу, відкритий 15 жовтня 1941 року.
Тіссеранів параметр щодо Юпітера — 3,210.